# Aquelarre (jeu)
Pour les articles homonymes, voir Aquelarre.
Aquelarre est un jeu de rôle sur table espagnol (castillanophone) créé par Ricard Ibáñez et publié par JOC Internacional en 1990. Son univers a pour thème la chasse aux sorcières dans l'Europe médiévale.
L'univers du jeu est historique, mais une part importante des intrigues est dévolue au fantastique, lequel se fonde sur les légendes de l'époque.
Pour ses règles de simulation, Aquelarre utilise comme base le Basic RolePlaying System créé initialement par l'éditeur américain Chaosium.